# Narcissus supramontanus
Narcissus supramontanus är en amaryllisväxtart som beskrevs av Pier Virgilio Arrigoni. Narcissus supramontanus ingår i släktet narcisser, och familjen amaryllisväxter.
Artens utbredningsområde är Sardinien. Inga underarter finns listade i Catalogue of Life.